# Peter Giles
Peter Giles (* 17. června 1944 Havant, Hampshire) je britský baskytarista a zpěvák.
V roce 1967 založil společně se svým bratrem, bubeníkem Michaelem, a kytaristou Robertem Frippem skupinu Giles, Giles and Fripp. Ta sice nedosáhla většího úspěchu, vydala ale několik singlů a také jedno album. Na podzim 1968 byl Peter Giles nahrazen Gregem Lakem, čímž vznikla skupina King Crimson. Naopak začátkem roku 1970 odešel Lake a Giles se jako baskytarista podílel na druhém albu kapely s názvem In the Wake of Poseidon.
V roce 1971 také hrál na společném albu svého bratra a Iana McDonalda McDonald and Giles.
V letech 2002 až 2007 hrál společně s dalšími bývalými členy King Crimson ve skupině 21st Century Schizoid Band.